# هارالد أريكسون
هارالد أريكسون (بالسويدية: Harald Eriksson)‏ هو متزحلق سويدي، ولد في 22 سبتمبر 1921 في Lycksele Municipality ‏ في السويد، وتوفي في 20 مايو 2015 في أوميو في السويد.

## وصلات خارجية
- هارالد أريكسون على موقع الاتحاد الدولي للتزلج (التزلج الريفي) (الإنجليزية)
- هارالد أريكسون على موقع اللجنة الأولمبية الدولية (الإنجليزية)
- هارالد أريكسون على موقع أوليمبيديا (الإنجليزية)
- هارالد أريكسون على موقع اللجنة الأولمبية السويدية (السويدية)